# Заріччя (заповідне урочище)
Зарі́ччя — заповідне урочище місцевого значення в Україні. Розташоване в межах Верховинського району Івано-Франківської області, при західній частині села Криворівня. 
Площа 2,4 га. Статус надано в 1988 році. Перебуває у віданні ДП «Гринявський лісгосп» (Устерицьке л-во, кв. 15). 
Статус надано з метою збереження частини лісового масиву з переважно смерековими насадженнями.